# Ernakulam
Ernakulam est une ville située dans l'État du Kerala en Inde. Elle fait partie de la conurbation de Kochi et du district éponyme. On y trouve notamment la Haute Cour du Kerala, le Bureau de la Corporation municipale de Kochi, et la Bourse de Cochin. La gare d'Ernakulam est une gare importante des chemins de fer indiens. Initialement, Ernakulam était le siège du District d'Ernakulam, mais il a ensuite été transféré à Kakkanad. Ernakulam était autrefois la capitale du royaume de Cochin. La ville est située à 220 kilomètres au nord-ouest de Thiruvananthapuram, la capitale de l'État. La ville a servi d'incubateur à de nombreux entrepreneurs malayalis, et constitue un important centre financier et commercial du Kerala. 
Le gouvernement de l'État et la GCDA (Greater Cochin Development Authority) prévoient d'inclure Angamaly, Perumbavoor, Piravom et Kolenchery dans le district d'Ernakulam; Mala et Kodungallur dans le district de Thrissur; Thalayolaparambu et Vaikom à Kottayam; et Cherthala dans le district d’Alappuzha, à l’intérieur des limites métropolitaines de Kochi. La métropole nouvellement formée serait placée sous la responsabilité d'une nouvelle autorité appelée Autorité de développement régional métropolitaine de Kochi. 

## Histoire

### Préhistoire
Depuis l'âge de pierre, Ernakulam a été peuplé par l'humain. Les monuments monolithiques tels que les dolmens et les grottes découpées dans la roche peuvent être vus dans de nombreuses parties de la ville.

### Histoire précoloniale
La région peut prétendre avoir joué un rôle important dans la promotion des relations commerciales entre le Kerala et le monde extérieur au cours de la période ancienne et médiévale. La première histoire politique d'Ernakulam est étroitement liée à celle de la dynastie Chéra de l'âge Sangam, qui a régné sur de vastes parties du Kerala et du Tamil Nadu. Après les Chéras, le royaume de Cochin (Perumpadapu Swaroopam) régit l'endroit. 

### Période coloniale
Ernakulam était la capitale de l'ancien État de Cochin. Lors du premier recensement de l'État en 1911, la population d'Ernakulam était de 21 901 habitants; 11 197 hindous, 9 357 chrétiens, 935 musulmans et 412 juifs.

## Géographie
La ville d'Ernakulam est située dans le district d'Ernakulamn dans le centre de l'État de Kerala, en Inde. La ville est placée à environ 4 mètres d'altitude. Dans la baie se trouve l'île de Mulavukad (appelée aussi Bolgatty).

### Climat
Selon la classification de Köppen, la ville d'Ernakulam bénéficie d'un climat de mousson tropicale. Étant donné que la région se situe dans l'État côtier du sud-ouest du Kerala, le climat est tropical, avec seulement des différences mineures de température entre le jour et la nuit, ainsi que tout au long de l'année. L'été dure ainsi de mars à mai et est suivi de la mousson du sud-ouest de juin à septembre. Octobre et novembre forment la post-saison de la mousson ou la retraite de la mousson. L'hiver, de décembre à février, est légèrement plus frais et venteux à cause des vents des Ghâts occidentaux.
La ville est inondée de mousson par de fortes averses. Les précipitations annuelles moyennes sont de 3000 mm. La mousson du sud-ouest s'installe généralement au cours de la dernière semaine de mai. Après juillet, les précipitations diminuent. En moyenne, il y a 124 jours de pluie par an. La température moyenne maximale de la ville en été est de 33 °C, tandis que la température minimale enregistrée est de 22,5 °C. La saison hivernale enregistre une moyenne maximale de 29 °C et une moyenne minimale de 20 °C.

## Économie
Ernakulam est un centre financier et commercial majeur du Kerala. Le port de Cochin, DP World Kochi et le chantier naval de Cochin ont permis une croissance plus rapide de la ville. Le parc technologique InfoPark, Kochi et SmartCity, Kochi se trouve à la périphérie de la ville. Le tourisme a également fortement contribué à l'économie d'Ernakulam. La ville, avec ses temples, ses vieilles églises et sa culture, occupe la première place du nombre de touristes locaux. Vypin (ou Vypeen) fait partie d'un groupe d'îles appartenant à la ville de Kochi, dans l'État du Kerala, au sud-ouest de l'Inde. Vypin est l'une des îles densément peuplées d'Asie. La côte ouest de Vypin possède les plus longues plages de Kochi, à savoir la plage de Cherai, la plage de Kuzhuppilly et la plage de Puthuvype.

## Transports
Le centre Vytilla Mobility répond aux besoins de la ville en matière de transport. Ernakulam est bien desservie par les bus privés et publics, les tuk-tuks, les trains à grande et courte distance et les ferries. Ernakulam dispose de plusieurs embarcadères où les passagers peuvent embarquer et débarquer des ferries. Voyager en ferry est moins cher et plus rapide que de voyager en bus ou en voiture. La jetée principale s'appelle la jetée d'Ernakulam, d'où l'on peut embarquer dans un ferry pour Fort Kochi, Mattancherry et Willingdon Island.

### Routes
Ernakulam est reliée au réseau routier national du corridor Nord-Sud par la nationale 66, une autoroute à quatre voies. Cette route traverse toute la longueur et la largeur de la ville à partir de différents points et permet d'accéder aux villes voisines telles que Thrissur, Palakkad, Salem et Coimbatore. La nationale 66 fournit deux points de sortie principaux à Edapally et Vytilla à la ville d’Ernakulam. La ville dépend en grande partie des autobus urbains, des taxis et des pousse-pousse automatiques (appelés tuk-tuks) pour les transports en commun. La société publique KSRTC (Kerala State Road Transport Corporation), qui appartient à l'État, assure des services inter-États, inter-districts et municipaux. La route nationale 17, la route nationale 49 reliée à Madurai, la route principale et les autoroutes nationales sont les routes qui relient la ville à ses banlieues et ses municipalités.

### Chemin de fer
La gare d'Ernakulam (Ernakulam Junction) est l'une des gares les plus fréquentées du Kerala. Elle est située à proximité de la principale zone commerçante de la ville, sur MG Road. La section sud des chemins de fer indiens exploite le principal système de transport ferroviaire à Ernakulam. Il y a deux gares dans la ville d'Ernakulam. La gare d'Ernakulam Town est située dans la partie nord de la ville et constitue le point de passage idéal pour les trains qui se dirigent principalement vers Kottayam, au sud. La gare d'Ernakulam Junction est une gare de départ et d'arrivée pour les touristes et les trains express. Elle constitue le point d'arrêt pour les trains qui se dirigent vers Alappuzha, au sud. La gare dispose également d'un centre d'entretien des trains dans ses locaux. 21 trains partent d'Ernakulam Junction. Il y a aussi une petite gare à Edappally.

### Voies aériennes
Ernakulam est desservie par l’aéroport international de Cochin, situé à environ 27 km de la ville. Des vols intérieurs directs sont disponibles vers les grandes villes indiennes comme New Delhi, Mumbai, Hyderabad, Bangalore, Chennai et Kolkata. Des vols internationaux vers des villes du Moyen-Orient comme Bahreïn, Mascate, Sharjah, Dubaï, Jeddah, Riyad, Dammam, Doha et vers les villes de l'Asie du Sud-Est, Singapour et Kuala Lumpur, sont disponibles. Il dispose d'un service d'héli-taxi dédié et de vols affrétés. En 2015, il est devenu le premier aéroport du monde à être alimenté par l'énergie solaire.

### Métro
Le métro de Kochi est le système de métro pour la ville de Kochi au Kerala, en Inde. La première phase, dont le coût est estimé à 51,81 milliards de livres sterling (58,78 milliards d'euros), devrait être achevée d'ici à juin 2017. Actuellement, 18,2 km de la phase 1 de l'Aluva aux Maharajas sont ouverts au public, tandis que les 7 km restants des Maharajas à Pettah et que l'extension de Thripunithura est en construction. D'autres phases de constructions sont prévues.

### Voies maritimes
Ernakulam dispose également de services de ferry reliant la ville à Willingdon Island, à Mattancherry, à Fort Kochi et à Mulavukadu, à des intervalles de 20 minutes. Récemment, KMRL (Kochi Metro Rail Limited) a lancé un plan visant à intégrer le réseau Water Metro au plan de transport intégré de la région de Cochin. Le métro de Kochi est une initiative qui prévoit d’introduire des ferries climatisés modernes sur les canaux de Kochi, afin de réduire la congestion sur les autoroutes et de faciliter l’accès aux îles dispersées autour de Kochi.

## Médias

### Presse
Parmi les principaux journaux malayalam publiés à Ernakulam figurent le Malayala Manorama, le Mathrubhumi, le Janmabhoomi, le Madhyamam, le Deshabhimani, le Deepika, le Kerala Kaumudi, le Thejas, le Metro Vartha, le Siraj Daily, le Varthamanam, le Janayugam, le Kochi Vartha et le Veekshanam.
Parmi les journaux anglais populaires, on trouve le Deccan Chronicle, le Times Of India, The Hindu et The New Indian Express. Un certain nombre de journaux du soir sont également publiés dans la ville.
Les journaux dans d'autres langues régionales comme l'hindi, le kannada, le tamoul et le télougou sont également vendus en grand nombre.
En tant que siège de la bourse de Cochin, un certain nombre de publications économiques et financières sont également publiées dans la ville. Ceux-ci incluent The Economic Times, Business Line, The Business Standard et The Financial Express.
Des magazines et des publications religieuses de premier plan comme Sathyadeepam et The Week sont également publiés.

## Diffusion

### Télévision
Les chaînes de télévision à Ernakulam comprennent Janam TV, Jeevan TV, WE TV, Flowers et Reporter TV. Les services Direct-to-Home sont disponibles par le biais de DD Free Dish, de la télévision numérique par airtel, de la télévision par satellite, de Sun Direct, de Tata Sky, de la télévision indépendante indienne et de Videocon d2h. Les câblo-opérateurs à Ernakulam sont Asianet Cable Vision, Siti Cable, Kerala Vision et DEN Networks. Les chaînes locales sont Asianet Cable Vision, Ernakulam Cable TV et Den mtn.

### Radio
Toutes les radios indiennes disposent de deux stations FM dans la ville, fonctionnant à 102,3 MHz (AIR Kochi FM) et à 107,5 MHz. Parmi les stations de radio privées, on trouve AIR Rainbow FM, Radio Mango (91,9 MHz), Red FM (93,5 MHz), Club FM (94,3 MHz) et Radio Mirchi (104,0 MHz). Celles-ci fonctionnent 24 heures par jour, 7 jours par semaine.

## Personnalités liées
- Parvathy Soman (née en 1997), chanteuse indienne